# Serge Roche
 (juillet 2022).
Si vous disposez d'ouvrages ou d'articles de référence ou si vous connaissez des sites web de qualité traitant du thème abordé ici, merci de compléter l'article en donnant les références utiles à sa vérifiabilité et en les liant à la section « Notes et références ».
 (juillet 2022).
La mise en forme du texte ne suit pas les recommandations de Wikipédia : il faut le « wikifier ».
Les points d'amélioration suivants sont les cas les plus fréquents. Le détail des points à revoir est peut-être précisé sur la page de discussion.
- Les titres sont pré-formatés par le logiciel. Ils ne sont ni en capitales, ni en gras.
- Le texte ne doit pas être écrit en capitales (les noms de famille non plus), ni en gras, ni en italique, ni en « petit »…
- Le gras n'est utilisé que pour surligner le titre de l'article dans l'introduction, une seule fois.
- L'italique est rarement utilisé : mots en langue étrangère, titres d'œuvres, noms de bateaux, etc.
- Les citations ne sont pas en italique mais en corps de texte normal. Elles sont entourées par des guillemets français : « et ».
- Les listes à puces sont à éviter, des paragraphes rédigés étant largement préférés. Les tableaux sont à réserver à la présentation de données structurées (résultats, etc.).
- Les appels de note de bas de page (petits chiffres en exposant, introduits par l'outil «  Source ») sont à placer entre la fin de phrase et le point final[comme ça].
- Les liens internes (vers d'autres articles de Wikipédia) sont à choisir avec parcimonie. Créez des liens vers des articles approfondissant le sujet. Les termes génériques sans rapport avec le sujet sont à éviter, ainsi que les répétitions de liens vers un même terme.
- Les liens externes sont à placer uniquement dans une section « Liens externes », à la fin de l'article. Ces liens sont à choisir avec parcimonie suivant les règles définies. Si un lien sert de source à l'article, son insertion dans le texte est à faire par les notes de bas de page.
- La présentation des références doit suivre les conventions bibliographiques. Il est recommandé d'utiliser les modèles {{Ouvrage}}, {{Chapitre}}, {{Article}}, {{Lien web}} et/ou {{Bibliographie}}. Le mode d'édition visuel peut mettre en forme automatiquement les références.
- Insérer une infobox (cadre d'informations à droite) n'est pas obligatoire pour parachever la mise en page.

Pour une aide détaillée, merci de consulter Aide:Wikification.
Si vous pensez que ces points ont été résolus, vous pouvez retirer ce bandeau et améliorer la mise en forme d'un autre article.
Serge Roche est un artiste français né le 4 septembre 1898 à Paris et mort le 26 juin 1988 à Nîmes. Fils d’un marchand de cadres de Montmartre, il rencontre dès son enfance des artistes renommés tels que Renoir, Picasso ou encore Pissarro.
Il se fascine pour les miroirs et les cadres de toute époque, qu’il considère comme des œuvres d’art à part entière. Ses premières créations seront intimement mêlées à cet univers et il écrira à la fin de sa vie deux ouvrages consacrés à l'histoire esthétique des miroirs.
Bien que ses études le destinent plutôt à être ingénieur, Serge Roche décide de se consacrer à l’art de l’ornement. Lors d'un long voyage d'étude il parcourt l’Europe entière et plus particulièrement l'ensemble du bassin méditerranéen dont le style baroque sera une révélation et inspirera l'ensemble de ses futurs projets. Après ses cadres et miroirs, il réalisera des meubles entièrement plaqués de miroirs patinés, évoquant la splendeur de la galerie des Glaces de Louis XIV. Obélisques, consoles, tables fantastiques et cheminées scintillantes vont orner les demeures des acteurs en vogue de l'époque ainsi que les intérieurs des plus grandes familles aristocratiques.
En 1925 il participe à l’Exposition internationale des arts décoratifs et industriels modernes avec son frère Camille (décorateur, peintre et sculpteur) en collaboration avec la Manufacture de Sèvres pour réaliser un panneau de porcelaine de 16m² sur la thématique du Paradis terrestre. En 1937, il travaille, une nouvelle fois avec son frère, pour l’Exposition Internationale des Arts et Techniques à Paris et conçoit la décoration complète d’un salon de glace et porcelaine dans le pavillon de la Manufacture de Sèvres.
En 1934, il trouve définitivement son style et réalise une première exposition de miroirs et « d’objets de glace et de verre ».
Dans les années 1930, le travail de Serge Roche connaît un grand succès et ses créations sont très recherchées notamment par Coco Chanel, Jean Cocteau, Lise Deharme, ou encore Ali Khan. Il a également un grand succès à Londres et New York, où il réalise un grand nombre de décors publiés ensuite dans des revues prestigieuses de l’époque comme Vogue et Art et Industrie.
Dans les années 1940, les commandes privées se faisant plus rares, Serge Roche se consacre à la réalisation de vitrines de grands magasins de luxe comme Hermès, Balenciaga, Caron ainsi qu’Elizabeth Arden.
Dans les années 1950, ses créations évoluent vers des matériaux tels que le fer forgé et le rotin, qu’il travaille parallèlement aux miroirs et au stuc.
Il collabore alors avec un grand nombre d’artistes comme Gilbert Poillerat, Ismael Gomez de la Serna, Mariano Andreù, mais également Lina Zervudaki et Gio Colucci avec qui il conçoit un grand nombre de meubles, objets et décors durant toute sa carrière. Très vite il abandonne la création pour devenir antiquaire spécialisé en miroirs anciens. Il occupe alors une galerie rue du Faubourg saint Honoré et deviendra Président du Syndicat des Antiquaires.
Serge Roche reçu de nombreuses commandes tout au long de sa vie et, après une carrière couronnée de succès, il s’éteint le 26 juin 1988. Il laisse derrière lui des créations exceptionnelles et se place parmi des artistes renommés tels qu’André Arbus et Jean-Charles Moreux.

## Expositions
- 1931 Exposition internationale de cadres anciens et modernes, Galerie Georges Petit, Paris.
- 1933 Meubles de glace de Serge Roche, Galerie Elsie de Wolfe, 677 Fifth avenue, New York.
- 1933 Miroirs de Serge Roche, Galerie Syrie Maugham, 29 Bruton Street, Londres.
- 1934 Exposition de Miroirs, Galerie Serge Roche, 125, Boulevard Haussman, Paris.
- 1935 Participation des Arts Français à Montréal.
- 1935 Œuvres de Serge Roche, Salon des Artistes Décorateurs, Paris.
- 1935 Œuvres de Serge Roche à l’Exposition Lumière, organisée par la CPDE, 40, rue du Rocher, Paris.
- 1936 Œuvres de Serge Roche dans trois expositions organisées par Art et Industrie.
- 1936 Participation à l’exposition « voyages » au Musée Galliéra, Paris.
- 1936 Exposition des œuvres de Mariano Andreù, 125, Boulevard Haussman, Paris.
- 1937 Exposition Internationale des Arts et Techniques, Pavillon de Sèvres.
- 1937 Présentation de luminaires exécutés par Serge Roche.
- 1937 Exécution du Salon de Musique de la maison Simon.
- 1937 Exécution de la rétrospective Théophraste Renaudot, Bibliothèque nationale, Paris.
- 1937 Miroirs de Serge Roche au pavillon de la Manufacture des Gobelins, Paris.
- 1938 Exposition des œuvres de l’architecte italien Elio Libero Quintili, 125 Boulevard Haussman, Paris.
- 1939 Exposition Internationale de New York.
- 1939 Présentation de la mode, en collaboration avec Paul Trichet.
- 1943 Exposition de maquettes, organisée par la Société des Décorateurs Français, au pavillon de Marsan, Paris.
- 1943 Exposition « La Nature Morte en Europe des XVIIe et XVIIIe siècles », 279, Rue Saint Honoré, Paris.
- 1946 Exposition de maquettes de théâtre à Barcelone.
- 1947 Exposition du Siège Français, organisé au profit de L’Union Centrale des Arts Décoratifs, Paris.
- 1948 Les décors d’été, exposition organisée par « Art et Industrie » à la Maison de la Pensée Française, Paris.
- 1952 Présentation de papiers-peints et ensemble par Serge Roche, à l’exposition de Papier-peints organisée par la Société des Décorateurs Français, au Musée Galliéra, Paris.
- 1954 Exposition « Chefs-d’œuvre de la Curiosité du Monde » Union Centrale des Arts Décoratifs, Paris.

## Rétrospective
- "Un univers Baroque" Serge Roche, du 13 septembre au 14 octobre 2006 Galerie Chastel-Maréchal, Paris.